# Eubacteriales
Ordre
Synonymes
- Desulfotomaculales Watanabe et al. 2019
- Heliobacteriales Cavalier-Smith 2006
- Clostridiales Prévot 1953

Les Eubacteriales – anciennement Clostridiales – sont un ordre de bactéries contenant un mélange d'organismes Gram positifs et Gram négatifs de la classe des Clostridia. Son nom provient d’Eubacterium qui est le genre type de cet ordre.

## Taxonomie
Cet ordre est décrit dès 1917 par R.E. Buchanan. Il est longtemps distinct de l'ordre des Clostridiales proposé en 1953 par A.R. Prévot. Les deux ordres sont validés en 1980 par leur intégration aux Approved Lists of Bacterial Names publiées dans l'IJSEM.
En 2018, X. Zhang et al. créent la famille des Hungateiclostridiaceae par reclassement de plusieurs espèces de l'ordre des Clostridiales formant un taxon décrit comme monophylétique. L'année suivante, B.J. Tindall rapporte les conséquences de cette création sur la nomenclature d'après les règles de l'ICSP. Zhang et al. ont placé dans le même ordre qu'ils nomment encore « Clostridiales » les espèces Clostridium butyricum – espèce type du genre Clostridium – et Eubacterium limosum – type du genre Eubacterium. Cela conduit à considérer comme des synonymes hétérotypiques les ordres dont ces genres sont eux-mêmes les genres types, à savoir Clostridiales et Eubacteriales (règle n°24a du code de nomenclature bactérienne). Le nom retenu pour le taxon dans lequel ils sont réunis est déterminé par l'ordre de publication des deux noms (règles n°24b(1) et 38 du même code). L'auteur conclut que, Eubacteriales Buchanan 1917 étant antérieur à Clostridiales Prévot 1953, c'est le premier nom qui doit être retenu. Ce raisonnement est validé par la LPSN (7 décembre 2022) qui présente Eubacteriales comme le nom correct et Clostridiales comme un synonyme.

### Synonymie
Eubacteriales a pour synonymes :
- Acetivibrionales Chuvochina et al. 2024
- Caldicoprobacterales Chuvochina et al. 2024
- Candidatus Coralgsqaceae Gong et al. 2023
- Candidatus Coralgsqales corrig. Gong et al. 2023
- Carboxydocellales Chuvochina et al. 2024
- Christensenellales Chuvochina et al. 2024
- Christensenellales Parks et al. 2018
- Clostridiales Prévot 1953
- Desulfitisporales Sorokin & Merkel 2023
- Desulfitobacteriales Chuvochina et al. 2024
- Desulfotomaculales Chuvochina et al. 2024
- Desulfotomaculales Watanabe et al. 2019
- Heliobacteriales Cavalier-Smith 2006
- Lachnospirales Chuvochina et al. 2024
- Lachnospirales Parks et al. 2018
- Lutisporales Chuvochina et al. 2024
- Monoglobales Chuvochina et al. 2024
- Oscillospirales Glendinning et al. 2020
- Peptococcales Chuvochina et al. 2024
- Saccharofermentanales Parks et al. 2018
- Saccharofermentantales corrig. Parks et al. 2018
- Sulfobacillales Chuvochina et al. 2024
- Symbiobacteriales Chuvochina et al. 2024
- Thermincolales Chuvochina et al. 2024

## Liste des familles

### Familles validement publiées
Selon la LPSN (9 juin 2025) :
- Aristaeellaceae Mahoney-Kurpe et al. 2023
- Caldicoprobacteraceae Yokoyama et al. 2010
- Carboxydocellaceae Chuvochina et al. 2024
- Christensenellaceae Morotomi et al. 2012
- Clostridiaceae Pribram 1933
- Defluviitaleaceae Jabari et al. 2012
- Desulfitobacteriaceae Stackebrandt 2020
- Eubacteriaceae Ludwig et al. 2010
- Gracilibacteraceae Lee et al. 2010
- Heliobacteriaceae Madigan & Asao 2010
- Lachnospiraceae Rainey 2010
- Oscillospiraceae Peshkoff 1940
- Peptococcaceae Rogosa 1971
- Peptoniphilaceae Johnson et al. 2014
- Proteinivoracaceae corrig. Kevbrin et al. 2014
- Pumilibacteraceae Afrizal et al. 2024
- Symbiobacteriaceae Shiratori-Takano et al. 2014
- Tepidibacteraceae Bello et al. 2024
- Vallitaleaceae Quéméneur et al. 2019
- Xylanivirgaceae Liu et al. 2020

### Familles en attente de publication valide
Selon la LPSN (9 juin 2025) les familles suivantes sont en attente de publication valide (Ca. signifie Candidatus) :
- « Athiorhodaceae » Molisch 1907
- « Ca. Betainaceae » Jones et al. 2019
- "Bianqueaceae" Liu et al. 2021
- « Endosporaceae » Rahn 1937
- "Feifaniaceae" Liu et al. 2021
- « Lactobacteriaceae » Orla-Jensen 1921
- "Maliibacteriaceae" Traore et al. 2023
- « Parvobacteriaceae » Rahn 1937
- "Sulfobacillaceae" Cavalier-Smith et Chao 2020
- "Yeguiaceae" Liu et al. 2021

### Familles déplacées
En 2024, les familles Peptostreptococcaceae et Syntrophomonadaceae ont été déplacées dans les nouveaux ordres Peptostreptococcales et Syntrophomonadales respectivement.